# Holden Caprice
La Holden Caprice è una berlina full-size prodotta dalla Holden in Australia dal 1990 e venduta sino al 2010 anche come Statesman Caprice (Statesman era il marchio con cui venivano commercializzate le berline della gamma Holden tra il 1971 e il 1984).

## Il contesto

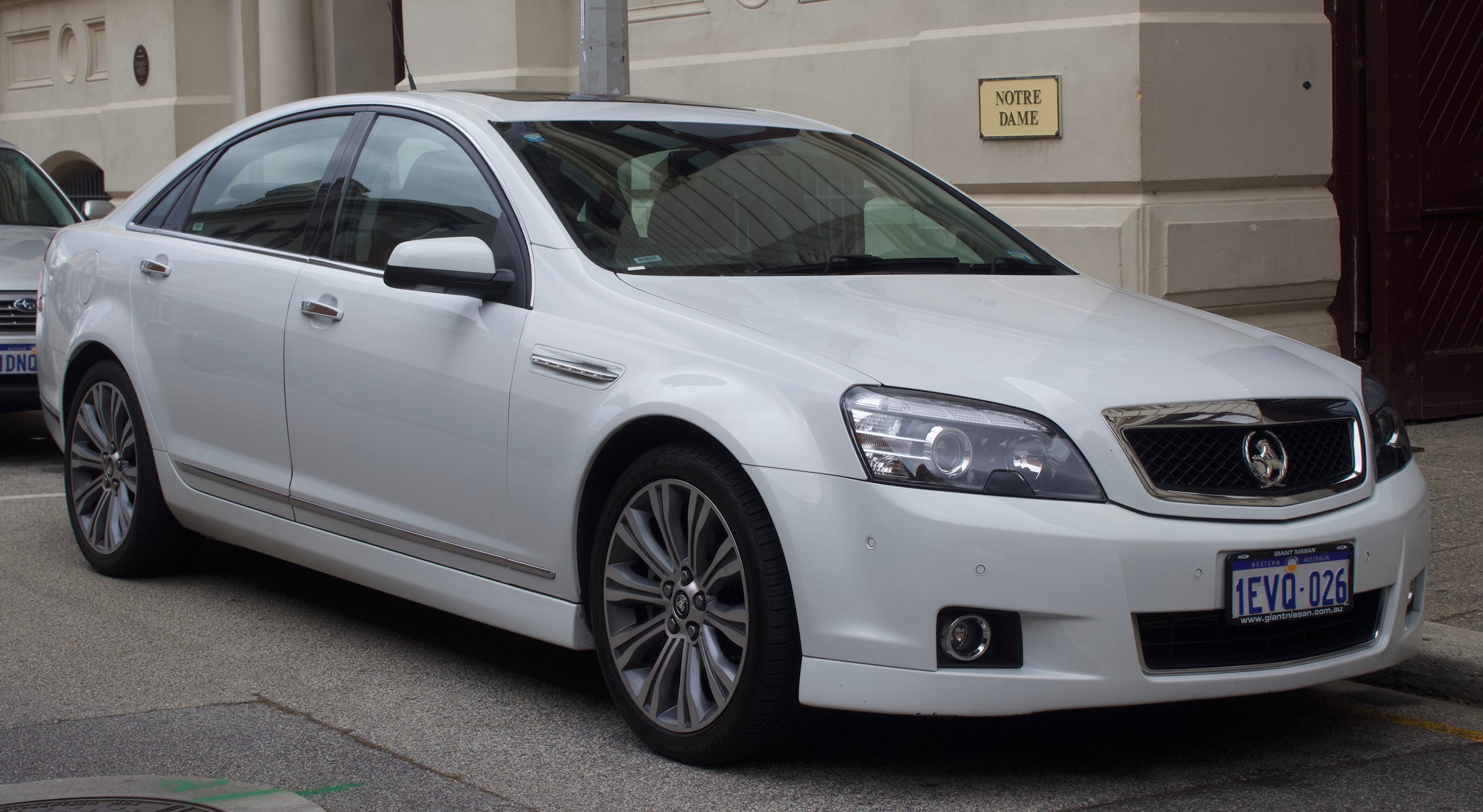
La Caprice del 2013

Si trattava in pratica della versione a passo lungo della Holden Commodore con vari punti di contatto anche con la coeva Opel Omega sempre del gruppo General Motors. La prima serie venne denominata VQ.
Nel 1999 ne è stata presentata la seconda serie e nel 2006 la terza.
Particolarmente in Australia, la Caprice-Statesman iniziarono una rivalità con la Ford Fairlane e LTD. Tuttavia la decisione di Ford di dare discontinuità a tali modelli nel 2007, ha lasciato la Caprice senza una concorrenza diretta, almeno fino all'introduzione sul mercato australiano della seconda serie di Hyundai Genesis avvenuto nel 2015. Come comunicato dalla Holden nel 2014, l'intera produzione australiana compresa la Caprice cesserà nel 2017.